# 近江八幡市立老蘇小学校
近江八幡市立老蘇小学校（おうみはちまんしりつ おいそしょうがっこう）は、滋賀県近江八幡市安土町東老蘇に位置する公立小学校。

## 沿革
- 2010年（平成22年）3月21日 - 安土町が近江八幡市に合併し近江八幡市立老蘇小学校に改称。

## 主な進学先
- 近江八幡市立安土中学校